# Zapatas Bande
Zapatas Bande è un mediometraggio del 1914, diretto da Urban Gad. 

## Trama
Una società di produzione cinematografica nordeuropea intende realizzare un prodotto di successo, un film sulla Zapata, una famigerata banda di briganti che stava terrorizzando l'Italia, e decide di inviare la propria troupe proprio nel luogo in cui la banda è più attiva. Giunti nel bel paese, il produttore scrittura, pagando un impresario, alcune comparse che, in una carrozza, avrebbero dovuto prender parte al film. L'impresario però non ottempera all'accordo e fugge con il denaro, senza che nessuno se ne accorga.
Giunti in location, gli attori, indossati i costumi da briganti, si accingono a realizzare la prima scena: ma la carrozza che assaltano non è evidentemente quella che l'impresario truffaldino ha mancato di fornire, ma quella della contessa Bellafiore e della figlia Elena, capitate lì per caso. Come da copione, la protagonista del film "salva la vita" ad Elena, che, non sospettando che si tratti di una finzione scenica, rimarrà molto positivamente colpita dall'atto di compassione dell'attrice. La carrozza riparte.
La vera banda Zapata intanto aveva rubato gli indumenti degli attori per camuffarsi e sfuggire alla giustizia. Gli attori si aggirano quindi vestiti da briganti, e, rendendosi conto di essere ovunque accolti a schioppettate e inseguiti dai carabinieri, non trovano altra alternativa che darsi alla macchia, e rubare per sopravvivere. In una delle forzate scorrerie alla ricerca di cibo, la protagonista penetra proprio nella camera di Elena, non riconoscendola. Elena, invece, romanticamente attratta da quella che crede essere una malavitosa benevolente, non solo la rifornisce di cibo, ma decide di unirsi alla banda.
La protagonista quindi, mentre il cast si rifocilla, indossa gli abiti civili di Elena, il che le permette di comunicare con la gente del posto – in un singolare italiano maccheronico - senza essere ritenuta una pericolosa brigantessa. In tal modo si riesce a reperire il console del paese nordico, che parla italiano, e che riesce a mettere fine all'equivoco, proprio mentre le forze dell'ordine stavano per catturare coloro che credevano essere la banda Zapata. 

## Produzione
Le riprese sono state effettuate a Marina di Massa.

## Distribuzione
Il film ha ottenuto il visto della censura il 10 febbraio 1914 e la prima proiezione ha avuto luogo in Germania il 27 febbraio 1914.